# Stéphane Debac
 (décembre 2020).
Si vous disposez d'ouvrages ou d'articles de référence ou si vous connaissez des sites web de qualité traitant du thème abordé ici, merci de compléter l'article en donnant les références utiles à sa vérifiabilité et en les liant à la section « Notes et références ».
Stéphane Debac, né le 23 octobre 1973 à Lyon, est un acteur français.

## Biographie

### Carrière
Stéphane Debac est né à Lyon 2 en octobre 1973 à l'Hôtel Dieu, hôpital mythique lyonnais devenu en 2019 l'InterContinental qui offre aujourd'hui au public des commerces, des halles, des bars et une hôtellerie de luxe... Il grandit seul avec sa mère. La jeune femme, aide soignante puis infirmière, fait rapidement le choix de travailler exclusivement de nuit dans différents hôpitaux, pour conserver ainsi  ses journées et élever son petit garçon. Plus tard Stéphane Debac déclarera : « grandir seul avec ma mère, dans l'absence totale d'une figure paternelle, est probablement ce qui m'est arrivé de mieux. » L'énergie de sa mère, combative et drôle, a largement participé à lui transmettre, dès la petite enfance, un sens certain du drame et de la comédie. 
À neuf ans, au hasard d'un club théâtre à l'école monté par une parent d'élève, le petit Debac trouve immédiatement sa place. C'est tout à coup, ici, sur cette petite scène, en jouant un autre gars qu'il se révèle. Cela ne le quittera plus. À dix-huit ans, un professeur d'art dramatique, l'intègre à la compagnie "Skénée" pour le spectacle Karawanserail mis en scène par le regretté Pierre Tardif ; mélange de théâtre du rue et expérimental, il partira en tournée pour le rôle d'un jeune Méphistophélès.
Les années passent, et Debac explore sa créativité, toujours dans le théâtre. Mais passionné de peinture et d'architecture, il ira « pour le plaisir » dit-il, un an d'histoire de l'art à l'université Lyon 2 puis, exempté du service national actif (dont c'était la dernière année), il hésite à s'engager dans la création de vêtements mais la passion du jeu sera plus forte. Cependant cette passion pour l'architecture de la haute couture ne le quittera jamais. L’apprenti comédien quitte Lyon pour Paris en 1995. Sa mère prendra un job supplémentaire pour assurer le loyer d'une chambre de bonne parisienne et que son « grand petit garçon » puisse vivre sa passion pleinement. Debac débarque donc à Paris en septembre 1995 avec en poche un livre offert pour ses 15 ans par une amie de sa mère : Comédien : du rêve a la réalité de Serge Rousseau. Passant du cours Simon à l'atelier Andreas Voutsinas, il décroche un premier casting en 1996 pour Cnet, une émission à sketches diffusée les week-ends sur Canal+. En 1998, il rencontre le réalisateur Pascal Chaumeil pour une publicité pour Synthofène. Ils deviennent amis et Pascal le fera tourner deux fois dans la série Blague à part puis un unitaire pour France 2, Clémence. Debac écrit et joue ses propres sketches au Carré blanc, un café théâtre parisien, puis pour l'émission Bouvard du rire diffusée sur France 3. Bien qu'ayant une certaine tendresse pour Philippe Bouvard, Debac, insatisfait, quitte la troupe après à peine une saison. 
En 1999, il fait ses premiers pas au cinéma[source secondaire souhaitée] dans un long métrage sud-coréen inédit en France et intitulé Interview (Dogma #7) réalisé par Daniel H. Byun (le film n'ayant pas été distribué en France, ce n’est que sept ans plus tard qu’il le découvrira en dénichant le DVD sur eBay[source secondaire souhaitée]). Sur le tournage il rencontre une jeune actrice, Karine Pinoteau, il déclarera : « On a tellement pleuré de rire ensemble sur ce tournage qu'on s'est rapidement lié d'amitié, encore aujourd'hui on en rit toujours dans la seconde lorsqu'on se voit. »
S’ensuit une alternance de rôles à la télévision et au cinéma[source secondaire souhaitée]. Il a notamment été dirigé par Claude-Michel Rome (Dans la tête du tueur) aux côtés de Bernard Giraudeau et par Claude Chabrol à deux reprises (L'Ivresse du Pouvoir et La Fille coupée en deux). Chabrol le recevait dans son bureau et piochait des petits rôles, comme on pioche dans un bon plat. « C'était une époque fantastique », déclare-t-il plus tard. 
C’est en 2005 que Raoul Peck lui confie le rôle du petit juge (Lambert) dans L'Affaire Villemin. Depuis, il enchaîne les rôles dans des compositions différentes : Alexandre Vincent, le cynique premier adjoint au maire dans la série La Commune (Canal +), réalisée par Philippe Triboit et première création du scénariste Abdel Raouf Dafri, le charmant Jérôme dans la comédie romantique Modern Love de Stéphane Kazandjian ou encore l'inspecteur des affaires sociales dans Faubourg 36 de Christophe Barratier. C'est d'ailleurs après avoir joué aux côtés de Gérard Jugnot dans Faubourg 36 que l'acteur-metteur en scène lui proposera un rôle dans Rose et noir.
Au hasard d'un casting, il est choisi par M. Night Shyamalan[source secondaire souhaitée] pour la scène finale de Phénomènes, tournée à Paris, aux Tuileries, une expérience aussi courte que intense, puisqu'il dû recommencer entièrement la scène avec un autre acteur ; celui avec lequel il la joua le matin s'étant fait "remercier" par le réalisateur américain. 
Stephane Debac s'illustre aussi dans des films de genres singuliers[source secondaire souhaitée] tel que Djinns de Sandra et Hugues Martin, un film fantastique dont l'action se situe durant la guerre d'Algérie.
En 2011, il est à l'affiche de deux films : La Proie d'Éric Valette, dans lequel il interprète le tueur en série Jean-Louis Maurel traqué par Albert Dupontel, et dans La Croisière , comédie de Pascale Pouzadoux, où il tient le rôle de Diego, improbable chef de la sécurité fan de Bruce Willis. C'est sur ce tournage (La Croisière) qu'il tomba en amitié pour Marilou Berry. À sa sortie aux États-Unis, La Proie (The Prey) récolte un vif succès critique qui vaudra à Debac les éloges notamment du New York Times et du L.A Times. Les droits de remake du film seront achetés par la Dreamworks (Steven Spielberg).
En 2013, il est à l'affiche de la comédie romantique américaine[source secondaire souhaitée] Girl on a Bicycle, de Jeremy Leven (non distribué en France), le film fut en partie tourné au légendaire Babelsberg Studios à Berlin.
En 2014, il est engagé par Eric Rochant pour la saison 1 du Bureau des Légendes (Canal+) et participe également à la mini série Disparue réalisée par Charlotte Brandstrom (France 2).
En 2017, il retrouve le réalisateur Eric Valette dans Le Serpent Aux Mille Coupures, un thriller gore qui se tournera en Belgique. Stephane Debac y compose une espèce de bourgeois de province roux, raciste et veule qui se voit contraint de suivre les affres d'un tueur asiatique complètement fou, Tod (Terence Yin), sur les traces d'un mystérieux motard interprété par Tomer Sisley.
Il enchainera le tournage du premier film belge de Solange Cicurel Faut Pas Lui Dire, une comédie sentimentale dans lequel il fait couple avec Camille Chamoux.
En 2018, il est au casting du film Netflix France : Les Goûts et les Couleurs réalisé par Myriam Aziza. S'en suivra une incursion dans Love Addict avec Kev Adams réalisé par Franck Bellocq où il s'inspira du look de Sonny Crockett (Deux Flics à Miami) pour jouer le patron d'une improbable star-up française[source secondaire souhaitée].
Fin 2018, à la demande du réalisateur Nicolas Cuche il rejoint la série Les Bracelets Rouges (TF1), et y interprète un neuro-chirurgien, le docteur Andra, que l'on[Qui ?] retrouvera avec parcimonie dans toutes les saisons jusqu'à la clôture de la série. Le 9 avril 2019 sur France 3,  c'est environ 7.7 millions de téléspectateurs qui découvrent le téléfilm inédit Une voix dans la nuit de Josée Dayan, épisode de la série télévisée Capitaine Marleau. Un record historique pour cette série. Stéphane Debac tient le rôle du Franck Villiers. Au printemps 2020, il joue dans le troisième long métrage de Marion Laine Voir le Jour aux côtés de Sandrine Bonnaire, Aure Atika, Brigitte Rouan, Sarah Stern, Kenza Fortas... Il y interprète le chef de service d'Unité Néo Nat. Debac déclarera "Un des rôles qui a fait le plus écho chez moi, ma mère a travaillé plus de 40 ans à l'hôpital et l'été qui précéda mon arrivée à Paris, j'ai passé 2 mois à bosser en gériatrie puis avec des enfants handicapés mentaux, au delà du rôle j'étais heureux de participer à un film qui explore à certain endroits la dévotion de ces femmes dans leur métier". En 2021, la réalisatrice Adeline Darraux lui propose le rôle principal masculin, Gaspard, dans l'adaptation pour France 2 du roman "On n'efface Pas Les Souvenirs" écrit par Sophie Renouard. Il l'interprétera aux côtés des très talentueuses Annelise Hesme, Ophélia Kolb et Sophie Guillemin. A la rentrée 2022, Debac retrouve la comédie grace à Florence Forestie, qui l'engage pour être "son Valentin" dans sa série Désordres pour Canal+. Debac en dira "J'ai adoré cette tonalité très comédie romantique de notre couple et puis avec Florence tout va vite, tout est intelligent, on a eu une compréhension immédiate l'un de l'autre, c'était naturel, idéal et pour une fois, grâce à elle, je me montre dans autre chose qu'un rôle de tordu !..".  2022 se poursuit avec le second film de Claude-Zidi Junior Tenor. Debac y interprète le directeur de l'atelier lyrique de l'Opéra Garnier. Désireux d'apporter raideur et élégance au personnage Debac, faute de budget, il imposera quelques costumes personnels signé Tom Ford afin de proposer sa vision de ce personnage de Pierre Hengbarth. Cette année là il aura aussi un petit passage dans En Corps de Cedric Klapisch, pour jouer un photographe détestable de misogynie. 2022 s'achèvera par un autre rôle cynique, l'animateur de Talk Show Philippe Tiflot dans la série Drôle sur Netflix, une création Fanny Herrero. 
En 2023 Debac retrouve MyFamily productions :  Elisa Soussan et Kev Adams, pour Maison de Retraite 2. Ce sera là sa deuxième collaboration avec Claude Zidi Junior. 
La série Extra (10 épisodes de 26mn), sur les écrans de Ciné+ OCS lui offre un des rôles principaux en la personne de Antoine Blondin. Ce personnage de petit notable de province, avide de reconnaissance sociale, patron de boutiques de matelas héritées de sa belle-famille...  Pull jacquards, lâcheté et veulerie composent cet homme qui voit sa famille imploser, lorsque sa femme, Catherine, magnifiquement interprétée par Anne Girouard, choisit de partir à la conquête de sa vie de femme en devenant Cathy, assistante sexuelle pour personnes handicapés. Les Films du Cygne propose là une série originale, écrite et réalisée par Jonathan Hazan et Mathieu Bernard au ton résolument corrosif. Debac s'en donne à cœur joie. 
Le 12 février 2025 Stéphane Debac est à l'affiche de Haut Les Mains! second long métrage de Julie Manoukian pour UGC. Il y joue un flic en fin de course, Kramer. Animé par une rancœur personnelle, ce flic déclassé et vintage jusqu'au bout des Santiags tentera par tous les moyens d'arrêter les Green Panthères ; un groupe d'activistes emmené par Emilie Caen et associé à un repris de justice joué par Vincent Elbaz.

## Filmographie

### Cinéma

#### Longs métrages
- 2000 : Interview (Dogma #7) de Hyuk Byun : Jerome[réf. nécessaire]
- 2004 : L'Incruste, fallait pas le laisser entrer ! de Alexandre Castagnetti et Corentin Julius : Le travelo Sandra
- 2006 : L'Ivresse du pouvoir de Claude Chabrol : le flic #1
- 2007 : Les Vacances de Mr. Bean de Steve Bendelack : le contrôleur du trafic
- 2007 : La Fille coupée en deux de Claude Chabrol : Antoine Volte
- 2008 : Modern Love de Stéphane Kazandjian : Jérôme
- 2008 : Faubourg 36 de Christophe Barratier : l'inspecteur des affaires sociales
- 2008 : Phénomènes de M. Night Shyamalan
- 2009 : Rose et Noir de Gérard Jugnot : Myosothis
- 2010 : Djinns de Hugues et Sandra Martin : Durieux
- 2011 : La Proie d'Éric Valette : Jean-Louis Maurel
- 2011 : La Croisière de Pascale Pouzadoux : Diego
- 2013 : Loulou, l'incroyable secret d'Éric Omond : Tom (voix)
- 2013 : Girl on a Bicycle de Jeremy Leven : François
- 2016 : Faut pas lui dire de Solange Cicurel : David
- 2017 : Le serpent aux mille coupures d'Eric Valette : Jean-Francois Neri
- 2018 : Love Addict de Frank Bellocq : Gérald
- 2018 : Les Goûts et les Couleurs de Myriam Aziza : Eric Taïeb
- 2020 : Voir le jour de Marion Laine : Arnaud Mille
- 2022 : En corps de Cédric Klapisch : le photographe
- 2022 : Ténor de Claude Zidi Jr. : Pierre
- 2024 : Maison de retraite 2 de Claude Zidi Jr. : Claude Masson, le Directeur du Bel Azur Club
- 2025 : Haut les mains de Julie Manoukian : Kramer

#### Courts métrages
- 2003 : Mens-room : Gordon Shumway
- 2004 : La vie est une dure lutte d'Olivier Chapelle
- 2007 : La 17e marche de Karim Adda
- 2009 : Une nuit qu'il était à se morfondre de Cyril Paris
- 2014 : Dans la foret lointaine de Ronan Tronchot
- 2015 : L'Art du geste de Ivan Radkine

### Télévision
- 1995-1996 : C.Net de Raynal Pellicer et Phil Ox
- 1997-1998 : Bouvard du rire de Jean-Jacques Amsellem (également auteur)
- 1999 : Blague à part de Pascal Chaumeil
- 2001 : Blague à part de Pascal Chaumeil
- 2002 : 5 Potes à la clé d'Ivan Radkine
- 2002 : Vérité oblige : L'Honneur perdu, de Claude-Michel Rome
- 2003 : Zone non fumeuse d'Ivan Radkine
- 2004 : Dans la tête du tueur de Claude-Michel Rome : Jérémie Nordais
- 2005 : Engrenages de Pascal Chaumeil (épisode 5)
- 2006 : L'Affaire Villemin de Raoul Peck : Le juge Lambert
- 2007 : La Commune de Philippe Triboit : Alexandre Vincent (saison 1)
- 2007 : Alice et Charlie de Julien Seri : Julien Dernot (épisode 2)
- 2009 : Aveugle, mais pas trop de Charlotte Brändström : Alfred
- 2010 : Bienvenue aux Edelweiss de Stéphane Kappes : Philippe
- 2012 : Mudpit : Slime (doublage français européen)
- 2014 : Résistance de Miguel Courtois : Albert Mulveau
- 2014 : Une famille formidable : Alain Chapuis, l'escroc (2 épisodes)
- 2015 : Disparue de Charlotte Brändström : Matthias Tellier
- 2015 : Le Bureau des légendes d'Éric Rochant : Jérome Lebrun
- 2018 : Insoupçonnable mini-série d'Éric Valette : Arthur Moreau
- 2018 : Qu'est-ce qu'on attend pour être heureux ? d'Anne Giafferi : Pascal
- 2019 : Capitaine Marleau, Une voix dans la nuit de Josée Dayan : lieutenant Villiers
- 2019 : Les Bracelets rouges : Docteur Andra
- 2020 : Crimes Parfaits  de David Ferrier  : Le procureur (ep 5 et 6)
- 2020 : Faites des gosses de Philippe Lefebvre : Emmanuel Ziep
- 2020 : Avis de tempête de Bruno Garcia : Adrien Kermadec
- 2021 : On n’efface pas les souvenirs d'Adeline Darraux : Gaspard
- 2022  : Sam : Joël (saison 6, épisodes 5 et 8)
- 2022  : Le crime lui va si bien, épisode Mauvais rôle : Antoine
- 2022 : En plein cœur de Bruno Garcia : Dangro
- 2022 : Drôle : Philippe Tifflot (4 épisodes)
- 2022 : Désordres : Valentin
- 2024 : Hors limites d'Éric Valette : Bronzi
- 2024 : Extra. de Jonathan Hazan et Matthieu Bernard
- 2025 : Ness et Rayan de Julie Manoukian : Thierry

### Publicité
- 1997 : Synthofène de Pascal Chaumeil
- 2000 : Scoot de Michel Hazanavicius prix du public 2001[réf. nécessaire]

## Théâtre
- 1995 : Karawanserail de Pierre Tardif, tournée européenne
- 1998 : Bouvard du rire à Bobino
- 1999 : FIEALD, équipe d’animation au Théâtre Trévise
- 2001 : Troupe des Voilà, Jean-Luc Trotignon (production Paul Lederman)

### Metteur en scène
- 2004-2005 : Il m'a compris, spectacle joué par Arsène Mosca
- 2013-2014 : Deschnékée, spectacle joué par Delphine Baril

### Réalisateur-Auteur
- 2008 : Antonio Palizzi, 15 épisodes - saison 2, 13e Rue
- 2013 : Speakerine, 5 épisodes Canal+